# Les Feux de la Chandeleur (roman)
Les Feux de la Chandeleur est un roman de Catherine Paysan publié en 1966 aux éditions Denoël et ayant reçu le prix des Libraires l'année suivante. Ce roman a été adapté au cinéma en 1972 avec le film Les Feux de la Chandeleur de Serge Korber.

## Éditions
- Les Feux de la Chandeleur, éditions Denoël, 1966.